# Liste der Designated survivors
Die Liste der Designated survivors zählt Personen (sog. Designated survivors) auf. Dabei handelt es sich um anlassbezogen ausgewählte potentielle Nachfolger des Präsidenten der Vereinigten Staaten, die sich an einem sicheren Ort aufhalten, wenn die übrigen potentiellen Nachfolger und auch die Mitglieder des Kongresses an einem Ort zusammenkommen. Zweck ist es, im Falle eines Anschlages auf eine solche Veranstaltung sicherzustellen, dass zumindest ein verfassungsgemäßer Nachfolger überlebt bzw. neu gewählt werden kann.

## Liste der designated survivors (Auswahl)
- 1981 State of the Union: Terrel Bell (Bildungsminister)
- 1982 State of the Union: unbekannt
- 1983 State of the Union: unbekannt
- 1984 State of the Union: Samuel Pierce (Bauminister)
- 1985 State of the Union: Malcolm Baldrige (Handelsminister)
- 1986 State of the Union: John Rusling Block (Landwirtschaftsminister)
- 1987 State of the Union: Richard Edmund Lyng (Landwirtschaftsminister)
- 1988 State of the Union: Donald P. Hodel (Innenminister)
- 1989 State of the Union:[1] Lauro Cavazos (Bildungsminister)
- 1990 State of the Union: Ed Derwinski (Kriegsveteranenminister)
- 1990 Ansprache vor beiden Häusern des Kongresses (anlässlich des Golfkrieges): unbekannt
- 1991 State of the Union: Manuel Lujan (Innenminister)
- 1992 State of the Union: Edward Rell Madigan (Landwirtschaftsminister)
- 1993 State of the Union:[1] Bruce Babbitt (Innenminister)
- 1994 State of the Union: Mike Espy (Landwirtschaftsminister)
- 1995 State of the Union: Federico Peña (Verkehrsminister)
- 1996 State of the Union: Donna Shalala (Gesundheitsministerin)
- 1997 State of the Union: Dan Glickman (Landwirtschaftsminister)
- 1998 State of the Union: William Daley (Handelsminister)
- 1999 State of the Union: Andrew Cuomo (Bauminister)
- 2000 State of the Union: Bill Richardson (Energieminister)
- 2001 State of the Union:[1] Anthony Principi (Kriegsveteranenminister)
- 2001 Ansprache vor beiden Häusern des Kongresses (nach den Terroranschlägen vom 11. September): Dick Cheney (Vizepräsident)
Tommy Thompson (Gesundheitsminister)
- 2002 State of the Union: Gale Norton (Innenministerin)
- 2003 State of the Union: John Ashcroft (Justizminister)
- 2004 State of the Union: Donald Evans (Handelsminister)
- 2005 Amtseinführung des Präsidenten: Gale Norton (Innenministerin)
- 2005 State of the Union: Donald Evans[2] (Handelsminister)
Senator Ted Stevens (Präsident pro tempore des Senats)
Senator Kent Conrad, Abgeordneter John Doolittle, Abgeordneter George Miller
- 2006 State of the Union: Jim Nicholson[2] (Kriegsveteranenminister)
Senator Ted Stevens (Präsident pro tempore des Senats)
Senator Byron Dorgan, Abgeordneter Eric Cantor, Abgeordneter George Miller
- 2007 State of the Union: Alberto Gonzales[2] (Justizminister)
Senator Robert Byrd (Präsident pro tempore des Senats)
- 2008 State of the Union: Dirk Kempthorne (Innenminister)
- 2009 Amtseinführung des Präsidenten: Robert Gates (Verteidigungsminister)
- 2009 Ansprache vor beiden Häusern des Kongresses: Eric Holder (Justizminister)
- 2009 Ansprache vor beiden Häusern des Kongresses (anlässlich der Gesundheitsreform): Steven Chu (Energieminister)
- 2010 State of the Union: Shaun Donovan (Bauminister)
- 2011 State of the Union: Ken Salazar (Innenminister)
- 2012 State of the Union: Tom Vilsack (Landwirtschaftsminister)
- 2013 Amtseinführung des Präsidenten: Eric K. Shinseki (Kriegsveteranenminister)
- 2013 State of the Union: Steven Chu (Energieminister)
- 2014 State of the Union: Ernest Moniz (Energieminister)
- 2015 State of the Union: Anthony Foxx[3] (Verkehrsminister)
- 2016 State of the Union: Jeh Johnson[4] (Minister für Innere Sicherheit der Vereinigten Staaten), Orrin Hatch[5] (Präsident pro tempore des Senats)
- 2017 Amtseinführung des Präsidenten: Orrin Hatch[6] (Präsident pro tempore des Senats), Jeh Johnson[7] (Minister für Innere Sicherheit der Vereinigten Staaten)
- 2017 Ansprache vor beiden Häusern des Kongresses: David Shulkin[8] (Kriegsveteranenminister)
- 2018 State of the Union: Sonny Perdue[9] (Landwirtschaftsminister)
- 2019 State of the Union: Rick Perry (Energieminister)[10]
- 2020 State of the Union: David Bernhardt (Innenminister)[11]
- 2021 Amtseinführung des Präsidenten: Laut Military.com war der scheidende Außenminister Mike Pompeo der ranghöchste Beamte in der Nachfolge, der nicht an der Amtseinführung teilnahm. Es wurde jedoch nie offiziell bekannt gegeben, ob er oder jemand anderes als designierter Überlebender fungierte[12]
- 2021 Ansprache vor beiden Häusern des Kongresses: Aufgrund der COVID-19-Protokolle, die eine begrenzte Anwesenheit vorsahen, war der Großteil des Kabinetts bei der Rede nicht anwesend und daher wurde kein offiziell benannter Überlebender benannt. US-Finanzministerin Janet Yellen war de facto die designierte Überlebende, da sie die ranghöchste Person in der nicht anwesenden Rangfolge war.
- 2022 State of the Union: Gina Raimondo (Handelsministerin)
- 2023 State of the Union: Marty Walsh (Arbeitsminister)
- 2024 State of the Union: Miguel Cardona (Bildungsminister)[13]